# Кымпул Дрепт
Кымпул Дрепт (рум. Cîmpul Drept) — село в Леовском районе Молдавии. Наряду с селом Новая Сэрэцика входит в состав коммуны Новая Сэрэцика.

## География
Село расположено на высоте 72 метров над уровнем моря.

## Население
По данным переписи населения 2004 года, в селе Кымпул Дрепт проживает 410 человек (208 мужчин, 202 женщины).
Этнический состав села:
| Национальность | Число жителей | Процентный состав |
| -------------- | ------------- | ----------------- |
| молдаване      | 377           | 91.95             |
| болгары        | 22            | 5.37              |
| русские        | 4             | 0.98              |
| гагаузы        | 3             | 0.73              |
| украинцы       | 2             | 0.49              |
| румыны         | 2             | 0.49              |
| Всего          | 410           | 100%              |